# Festa (album)
 (avril 2018).
Si vous disposez d'ouvrages ou d'articles de référence ou si vous connaissez des sites web de qualité traitant du thème abordé ici, merci de compléter l'article en donnant les références utiles à sa vérifiabilité et en les liant à la section « Notes et références ».
Albums de Ivete Sangalo
Beat Beleza
(2000) Se Eu Não Te Amasse Tanto Assim
(2002)
Singles
1. Festa
Sortie : 20 novembre 2001
2. Penso
Sortie : 15 juin 2002
3. Astral
Sortie : 3 décembre 2002

Festa est le troisième album solo de la chanteuse pop MPB brésilienne Ivete Sangalo, sorti en décembre 2001.

## Présentation
L'album est enregistré au Salvador, au studio Ilha dos Sapos, et produit principalement par le percussionniste Alexandre Lins.
Il se compose de 14 titres, dont onze sont écrits par d'autres compositeurs, tels que les chanteurs Gilberto Gil et Nando Reis (en), ainsi que des musiciens comme Gigi et Ramon Cruz et un par la chanteuse elle-même.
L'album comprend également deux titres bonus : Narizinho, composé à l'origine par Ivan Lins et Vitor Martins et produit par Sérgio de Carvalho pour la série Sítio do Picapau Amarelo (pt), diffusée par Rede Globo, et la chanson Back at One, dans un duo virtuel avec le chanteur américain Brian McKnight (qui a initialement enregistré la chanson en 1999), également produite par le chanteur et qui combine les paroles originales avec une version portugaise de Mônica Sangalo, sœur d'Ivete.
L'album est certifié disque de platine (au moins 500 000 exemplaires vendus), au Brésil en 2002, par l'ABPD.

## Liste des titres
| 1.    | Ruas e rios                                             | Ramon Cruz                               | 4:18 |
| 2.    | Festa                                                   | Anderson Cunha                           | 3:45 |
| 3.    | Astral                                                  | Gustavo Di Dalva, Cláudio Martins        | 4:03 |
| 4.    | Penso                                                   | Gigi, Fabio O"Brian                      | 3:38 |
| 5.    | Meu maior presente                                      | Ramon Cruz                               | 3:37 |
| 6.    | E tudo mais                                             | Nando Reis                               | 3:53 |
| 7.    | O grande chefe                                          | André Fanzine, Chiclete, Cassiano Faleta | 3:45 |
| 8.    | Tum, tum, goiaba                                        | Leonardo Reis, Marcio Brasil             | 3:37 |
| 9.    | Aqui vai rolar                                          | Leonardo Reis, Peu Meurrahy              | 3:25 |
| 10.   | Pop zen                                                 | Alexandre Leão, Manuca Almeida           | 4:59 |
| 11.   | Em mim, em você                                         | Gigi, Ivete Sangalo                      | 3:40 |
| 12.   | Assimétrica                                             | Gilberto Gil                             | 5:43 |
|       | 'Titres bonus'                                          |                                          |      |
| 13.   | Narizinho                                               | Vitor Martins, Ivan Lins                 | 3:08 |
| 14.   | Back at One (Portuguese Version) (feat. Brian McKnight) | Brian McKnight, Ivete Sangalo            | 4:16 |
| 55:50 |                                                         |                                          |      |